# De Arbeiderspers

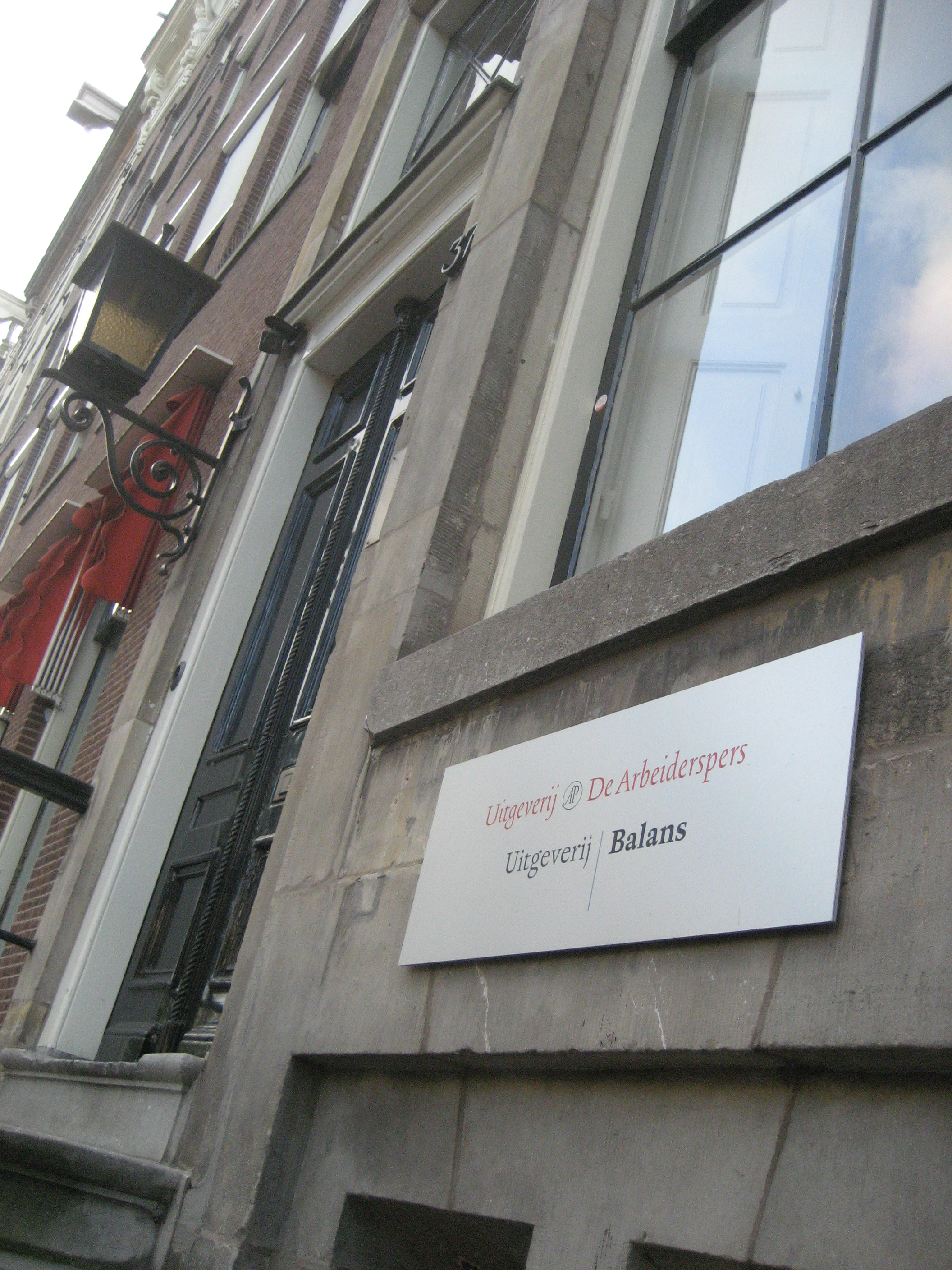
Forner kontor De Arbeiderspers (Herengracht, Amsterdam)

De Arbeiderspers (betydelse: Arbetarpressen) är ett nederländskt bokförlag, grundat i Amsterdam 1929. Förlaget ger ut en rad kända nederländska författare, som Cees Nooteboom och Maarten 't Hart, samt flamländarna Louis Paul Boon och Peter Terrin. Bland svenska författare i förlagskatalogen finns bland andra Strindberg.